# Johannes Tille

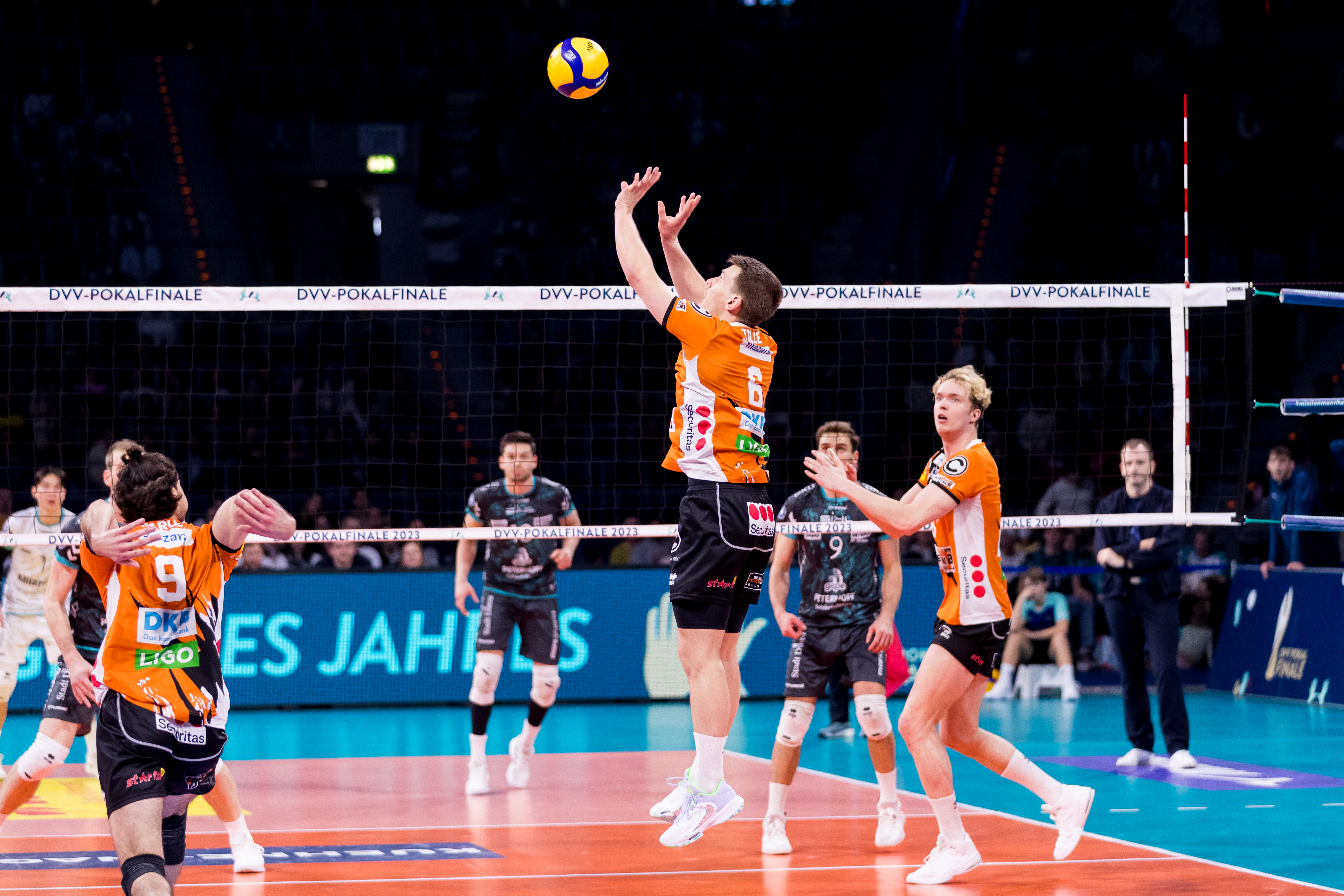
Johannes Tille podczas wystawiania piłki w trakcie jednej z akcji w finale Pucharu Niemiec 2022/2023 w barwach klubu Berlin Recycling Volleys

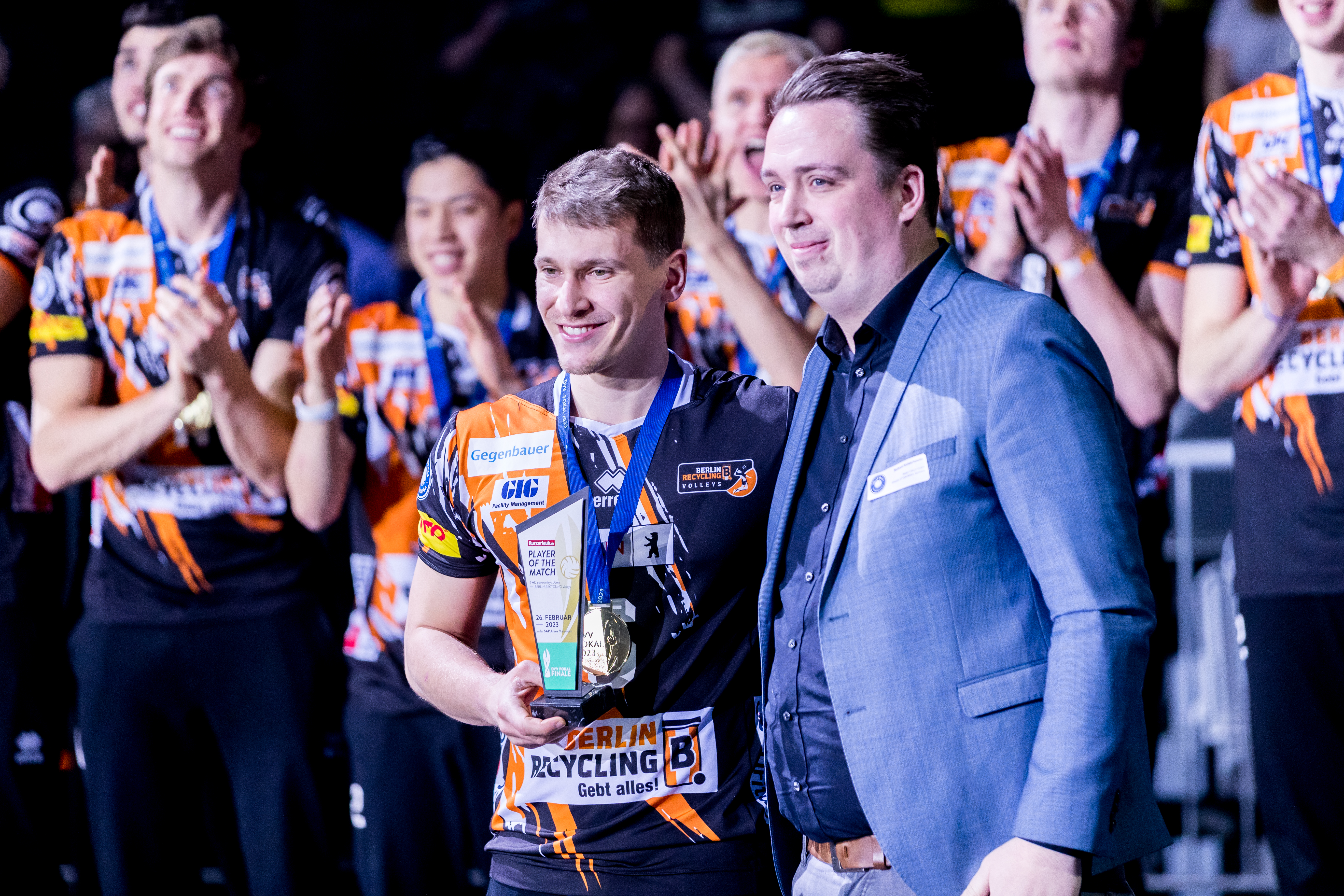
Johannes Tille MVP finału Pucharu Niemiec 2022/2023

Johannes Tille (ur. 7 maja 1997 w Mühldorf am Inn) – niemiecki siatkarz, grający na pozycji rozgrywającego.
Obaj jego starsi bracia Ferdinand oraz Leonhard są siatkarzami i grają na pozycji libero.
W 2015 roku występował na Mistrzostwach Europy Kadetów, gdzie zajął 4. miejsce jak i również w tym samym roku grał na Mistrzostwach Świata Kadetów, w których reprezentacja Niemiec była 13 w klasyfikacji końcowej. W Mistrzostwach Europy Juniorów w 2016 roku wraz z kolegami z reprezentacji zajęli 6. miejsce.

## Przebieg kariery
| Lata              | Klub                        |                   |                   |                   |                   |                   |                   |                   |                   |                   |
| kariera juniorska | kariera juniorska           | kariera juniorska | kariera juniorska | kariera juniorska | kariera juniorska | kariera juniorska | kariera juniorska | kariera juniorska | kariera juniorska | kariera juniorska |
| ----------------- | --------------------------- | ----------------- | ----------------- | ----------------- | ----------------- | ----------------- | ----------------- | ----------------- | ----------------- | ----------------- |
| –2015             | TSV Mühldorf                |                   |                   |                   |                   |                   |                   |                   |                   |                   |
| kariera seniorska |                             |                   |                   |                   |                   |                   |                   |                   |                   |                   |
| 2015–2017         | VCO Berlin                  |                   |                   |                   |                   |                   |                   |                   |                   |                   |
| 2017–2018         | Bergische Volleys           |                   |                   |                   |                   |                   |                   |                   |                   |                   |
| 2018–2021         | WWK Volleys Herrsching      |                   |                   |                   |                   |                   |                   |                   |                   |                   |
| 2021–2022         | Saint-Nazaire VB Atlantique |                   |                   |                   |                   |                   |                   |                   |                   |                   |
| 2022–2025         | Berlin Recycling Volleys    |                   |                   |                   |                   |                   |                   |                   |                   |                   |
| 2025–             | Indykpol AZS Olsztyn        |                   |                   |                   |                   |                   |                   |                   |                   |                   |

## Sukcesy klubowe
Superpuchar Niemiec:
- 2022[10], 2023[11], 2024[12]

Puchar Niemiec:
- 2023[13], 2024[14], 2025[15]

Mistrzostwo Niemiec:
- 2023[16], 2024[17], 2025[18]

## Nagrody indywidualne
- 2023: MVP finału Pucharu Niemiec[19]
- 2023: MVP Superpucharu Niemiec
- 2024: MVP finału Pucharu Niemiec